# Bilkåren
Sveriges Bilkårers Riksförbund eller Bilkåren är en svensk frivillig försvarsorganisation som har till uppgift att rekrytera och utbilda fordonsförare till det militära försvaret. Utöver militära uppdrag har Bilkåren även civila avtal för samhällets krishantering, där myndigheter som Svenska Kraftnät, Energimyndigheten, Polismyndigheten, Trafikverket samt länsstyrelsen ingår och där Bilkåren utbildar och tillhandahåller fordonsförare för olika transportslag och andra resurser för samhällets krisberedskap. Även landets kommuner är en av Bilkårens uppdragsgivare. Organisationen har cirka 5 000 medlemmar fördelade på lokala kårer över hela landet.

## Historik
Organisationen bildades 1939 av Kvinnoföreningarnas Beredskapskommitté och fick 1942 namnet Sveriges kvinnliga bilkårers riksförbund (SKBR). Fram till 2009 var föreningen endast till för kvinnor men efter ett extra riksmöte beslutade man i februari 2009 att även män skulle antas och därför ändrades namnet till Sveriges Bilkårers Riksförbund eller helt enkelt Bilkåren.